# Matthew Gibson (Radsportler)
Matthew Gibson (* 2. September 1996 in Lymm) ist ein britischer Radsportler, der auf Bahn und Straße aktiv ist.

## Sportliche Laufbahn
2013 belegte Matthew Gibson bei den Straßenweltmeisterschaften Rang fünf im Straßenrennen der Junioren. Im Jahr darauf errang er gemeinsam mit Joe Holt, Joe Evans und Gabriel Cullaigh bei den Bahneuropameisterschaften der Junioren Silber in der Mannschaftsverfolgung.
2015 war für Gibson ein überaus erfolgreiches Jahr. Bei den U23-Europameisterschaften errang er zwei Titel, im Scratch sowie in der Mannschaftsverfolgung (mit Oliver Wood, Germain Burton und Christopher Latham ). Wenig später wurde er mit 18 Jahren als Jüngster im Team Europameister in der Mannschaftsverfolgung der Elite (mit Jonathan Dibben, Owain Doull, Andrew Tennant, Bradley Wiggins und Steven Burke).
In der folgenden Zeit verlor Gibson aus unerfindlichen Gründen seine Form, und er fiel die gesamte Saison 2016 aus. Schließlich stellte sich heraus, dass er an dem Epstein-Barr-Virus litt, wodurch ein Pfeiffer-Drüsenfieber bei ihm ausgelöst worden war. 2017 wurde er Mitglied im UCI Continental Team JLT Condor und bestritt hauptsächlich kleinere Radrennen auf der Straße, um seine Form wiederzufinden. 2018 konnte Matthew Gibson mehrere Etappenerfolge bei internationalen Rennen erringen, so bei der New Zealand Cycle Classic, der Tour de Normandie, der Tour du Loir-et-Cher und der Tour de l’Avenir.
Zur Saison 2020 wechselte Gibson zum UCI ProTeam Burgos-BH. Für sein neues Team gewann er eine Etappe der Tour of Qinghai Lake, so dass er eine Vertragsverlängerung für 2020 erhielt. Nach nur 13 Renntagen in der Saison 2020 musste er jedoch das Team zum Saisonende verlassen.
Gibson ging einen Schritt zurück und wurde 2021 Mitglied im britischen Continental Team Ribble Weldtite Pro Cycling. In der Saison 2022 erzielte er seinen ersten Sieg für das Team, als er die zweite Halbetappe am ersten Tag der Olympia’s Tour gewann.

## Erfolge

### Bahn
2014
- Junioren-Europameisterschaft – Mannschaftsverfolgung (mit Joe Holt, Joe Evans und Gabriel Cullaigh)
- eine Etappe Course de la Paix

2015
- Europameister – Mannschaftsverfolgung (mit Jonathan Dibben, Owain Doull, Andrew Tennant, Bradley Wiggins und Steven Burke)
- U23-Europameister – Scratch, Mannschaftsverfolgung (mit Oliver Wood, Germain Burton und Christopher Latham)

### Straße
2014
- eine Etappe Course de la Paix Juniors

2018
- eine Etappe New Zealand Cycle Classic
- eine Etappe und Punktewertung Tour de Normandie
- eine Etappe Tour du Loir-et-Cher
- eine Etappe Tour de l’Avenir

2019
- eine Etappe Tour of Qinghai Lake

2022
- eine Etappe Olympia’s Tour